# Steinkiste von Heerstedt

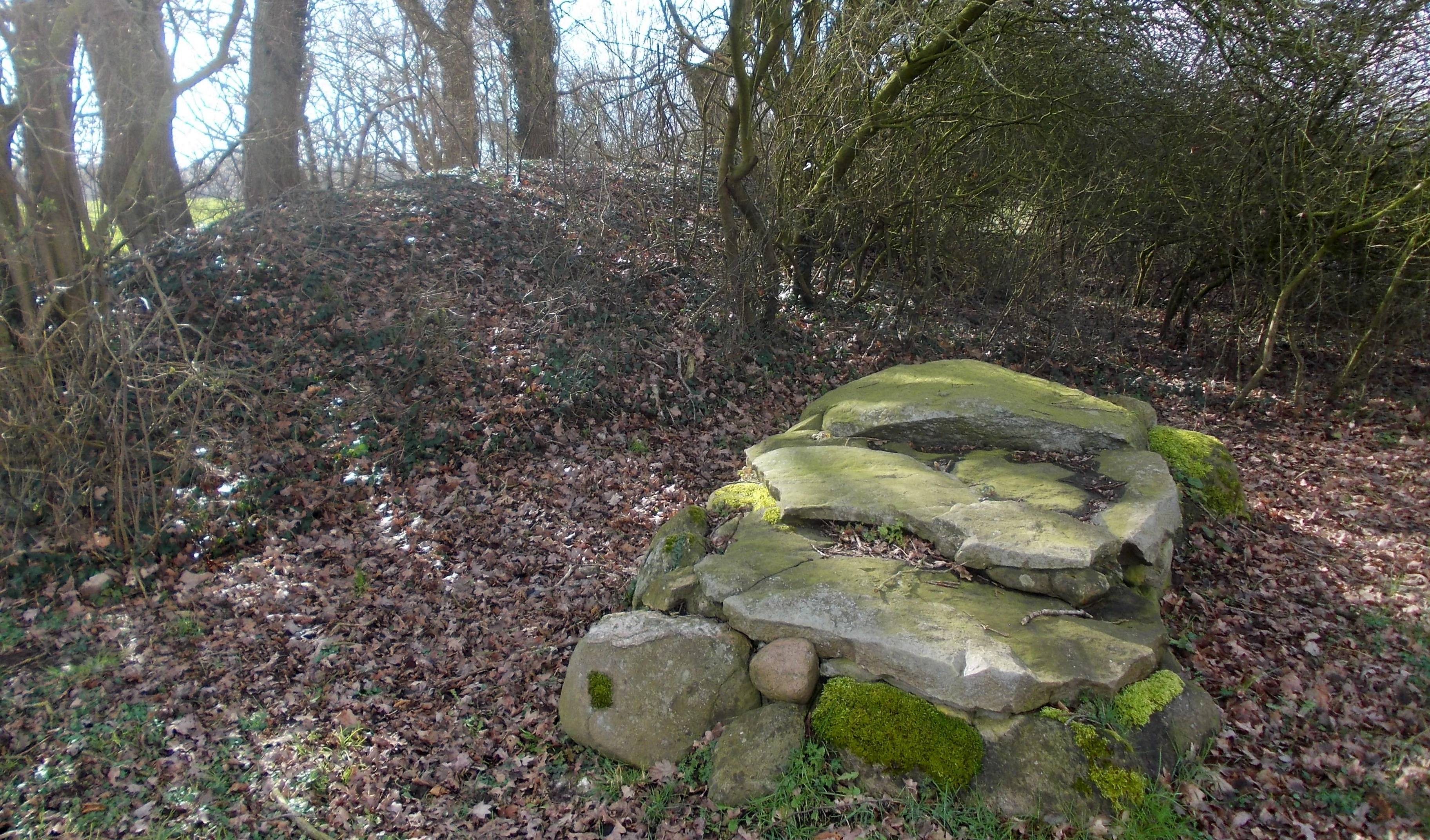
Heerstedter Steinkiste mit rekonstruiertem Mustergrab

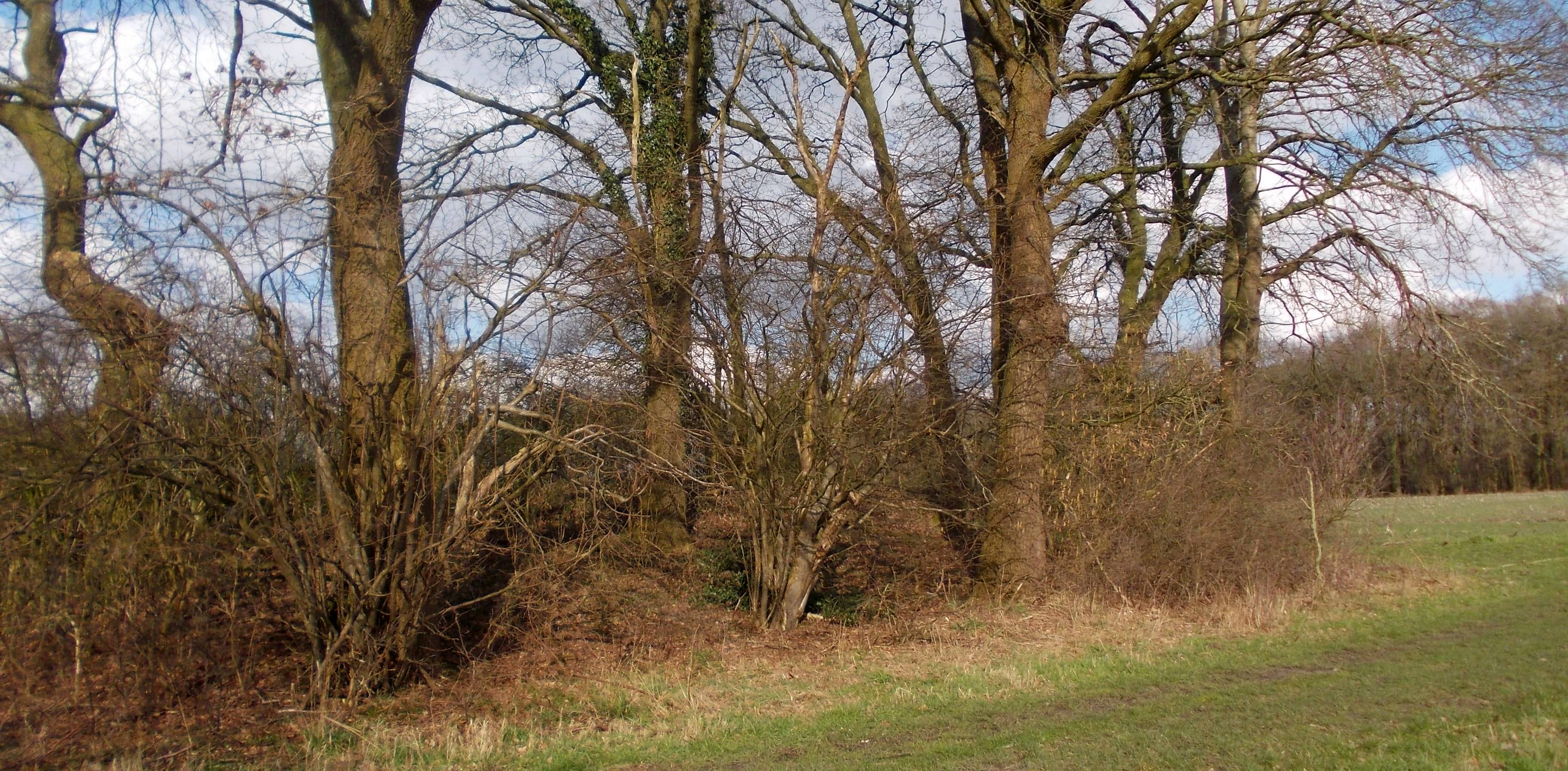
Heerstedter Steinkiste

Die Steinkiste von Heerstedt (auch Heerstedt Langenbarg genannt) ist eine aus plattigen Findlingen gebaute trapezoide Steinkiste von etwa zwei Meter Länge und einem Meter Breite. Sie befindet sich in der Flur, etwa 600 m nordöstlich der Siedlung Am Kreuzkamp  von  Heerstedt. Der Fundort liegt südöstlich von Bremerhaven, im Elbe-Weser-Dreieck in Niedersachsen auf der Geest am Rande des Großen Moores.

## Geschichte
Im Jahre 1938 wurden bei der Sandentnahme in dem 15 m langen und 6 m breiten Hügel, dem "Langen Berg von Heerstedt" zuerst einige Urnenbestattungen und letztlich die ungestörte Steinkiste entdeckt.

## Beschreibung
Die Ausgrabung erfolgte durch B. Lincke, der im Zweiten Weltkrieg fiel, ehe seine Auswertung der Grabung vorlag. Die Ausgrabungsergebnisse wurden rekonstruiert. Die Funde wurden 1946 beim Brand des Freilichtmuseums in Speckenbüttel vernichtet.

„Diese Grabeigaben datieren die Fachleute auf die Zeit 1500 und 1250 v. Chr. Geb. Die Originale wurden 1946 durch Feuer vernichtet. Nachbildungen befinden sich im Historischen Museum Bremerhaven.“

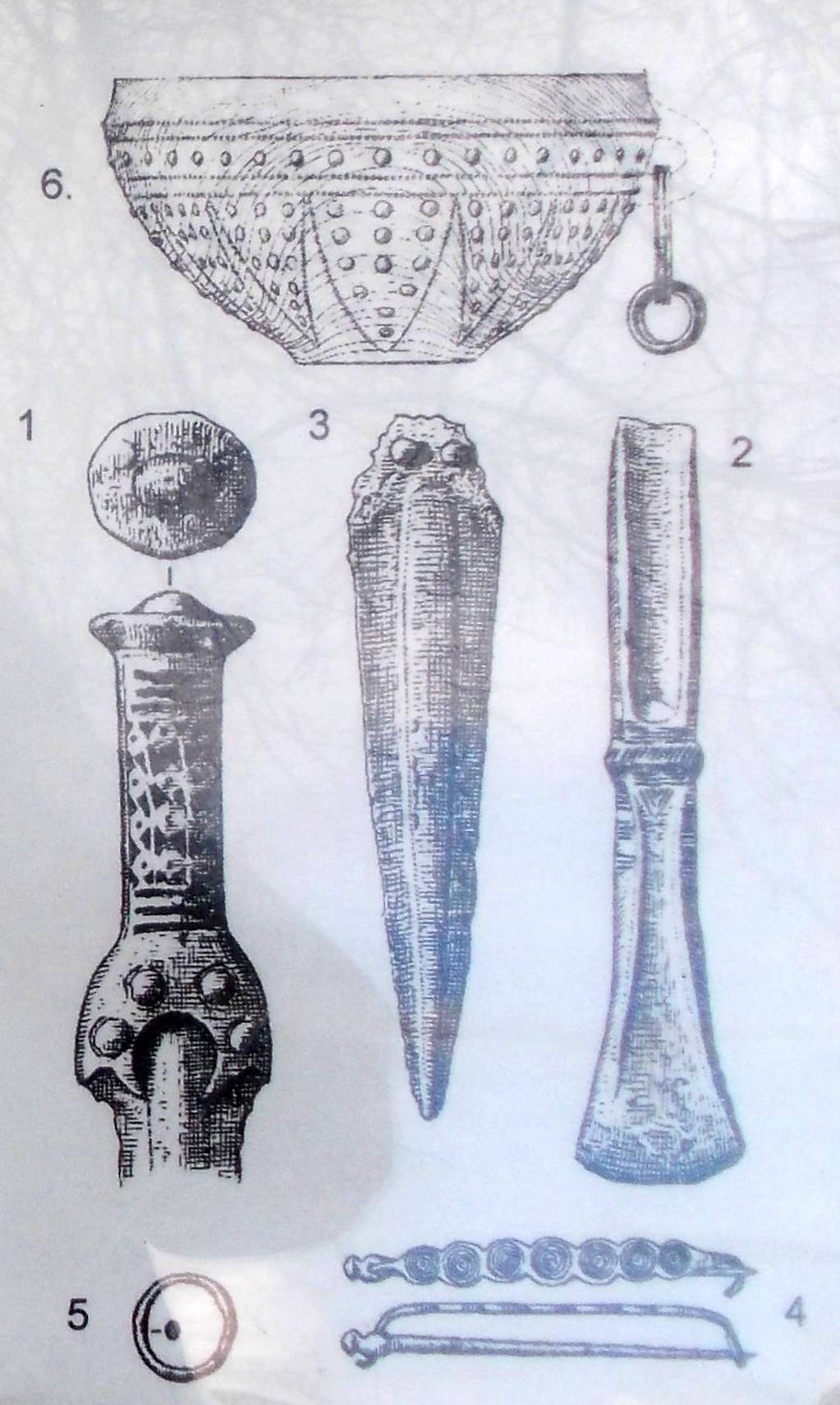
Funde in der Steinkiste : 1=Bronzeschwert mit Holzscheide (Länge 79 cm), 2=Bronzebeil (Länge 17,9 cm), 3=Bronzedolch mit Holzscheide (Länge der Klinge 16,8 cm), 4=Bronzefibel (Länge 10 cm), 5=Bronzefingerring (Durchmesser 2,5 cm), 6=Reste einer Holzschale (größter Durchmesser 25,5 cm) beschlagen mit Bronzestiften und Buckel aus Zinnblech, am Henkel hingen ehemals Bronzeringe.

Holzreste unter dem Schädel deuten an, dass der Tote innerhalb der Kammer in einem Baumsarg beigesetzt wurde. Rechts des Bestatteten lag ein Bronzebeil und ein 79 cm langes Bronzeschwert mit kunstvoll verziertem Griff. Links lag in Hüfthöhe ein Bronzedolch, dessen Griff nicht erhalten war. Auf der rechten Körperseite fand sich eine flache Bronzefibel, deren Bügel mit einer Reihe von sieben konzentrischen Kreisen verziert war. An der linken Hand trug der Tote einen Ring aus Bronze. In der Nordwestecke fand man auf einer Steinplatte eine mit Ziernägeln beschlagene runde Holzschüssel, die den einzigen Fund dieser Art in Niedersachsen darstellt und ansonsten nur in Skandinavien nachzuweisen ist. Sie war zwar stark zerdrückt aber restaurierbar. Auf der Gefäßunterseite wurden ein aus feinen Nagelreihen (250 Nägel) geformter zwölfzackiger Stern und zwei Nagelkreise sichtbar. Die Funde, und eventuell auch der Bau der Steinkiste, können in die ältere Bronzezeit datiert werden. Der seltene Fund fand seinen Platz im Wappen der Gemeinde Heerstedt. Das Wappen zeigt drei goldene Odalrunen und eine schwarze Holzschale.